# Jesús Fernández Oceja
Jesús „Chechu“ Fernández Oceja (* 25. Februar 1974 in Santander, Spanien) ist ein ehemaliger spanischer Handballspieler. Er spielte für den TSV GWD Minden in der Bundesliga. Mit der spanischen Nationalmannschaft gewann er bei den Olympischen Spielen 1996 die Bronzemedaille.

## Karriere

### Vereine
Fernández Oceja begann 1984 in den Jugend-Mannschaften des Colegio Salesianos mit dem Handballspielen. Als 17-Jähriger stieß er 1991 zum Spitzenverein Teka Santander (später auch Caja Cantabria Santander und CB Cantabria). Mit Santander gewann er zahlreiche Titel. Zweimal wurde er spanischer Meister, holte vier Pokalsiege und drei Europapokal-Titel. Höhepunkt war der Gewinn der Champions League 1994, obwohl sich der Verein in einer schweren finanziellen Krise befand. 2002 wechselte Fernández Oceja zum Zweitligisten Club Balonmano Málaga. Bereits im November verließ er den Verein jedoch wieder. Er nahm ein Angebot vom TSV GWD Minden an, die nach einem Ersatz für ihren langfristig verletzten Kapitän Frank von Behren suchten. Trotz eines erneuten Vertragsangebotes entschied er sich 2004, seine Karriere zu beenden und nach Málaga zurückzukehren, um mit seiner Ehefrau einen Hotel-Betrieb aufzubauen.

### Nationalmannschaften
Jesús Fernández Oceja absolvierte sechs Jugend- und 37 Junioren-Länderspiele (21 bzw. 83 Tore) für Spanien. Mit der U-18-Auswahl wurde er Dritter bei der U-18-Europameisterschaft 1992 in der Schweiz und Vize-U-21-Weltmeister 1995 in Argentinien.
Zwischen 1995 und 2004 bestritt er 54 Länderspiele (54 Tore) für die spanische Nationalmannschaft, mit der er bei den Olympischen Sommerspielen 1996 in Atlanta die Bronze-Medaille gewann und im selben Jahr Vizeeuropameister im eigenen Land wurde.
Außerdem gewann er bei den Mittelmeerspielen 1997 in Bari die Bronze-Medaille.

## Erfolge

### Vereine
- Spanischer Meister (2): 1993 Jun, 1994
- Copa-del-Rey-Sieger (1): 1995
- Copa-Asobal-Sieger (3): 1992 Jun, 1997, 1998
- Spanischer Supercup-Sieger (2): 1993 Jun, 1995
- Champions-League-Sieger: 1994
- Europapokalsieger der Pokalsieger (1): 1998
- IHF-Pokalsieger (1): 1993 Jun
- Super Globe (1): 1997

### Nationalmannschaften
- Bronzemedaille Olympische Spiele (1): 1996
- Vizeeuropameister (1): 1996
- Vize-U-21-Weltmeister (1): 1995
- Bronzemedaille U-18-Europameisterschaft (1): 1992
- Bronzemedaille Mittelmeerspiele (1): 1997